# Epiechinus hispidus
Epiechinus hispidus är en skalbaggsart som först beskrevs av Gustaf von Paykull 1811.  Epiechinus hispidus ingår i släktet Epiechinus och familjen stumpbaggar. Inga underarter finns listade i Catalogue of Life.